# Улица Сварога
Улица Сварога находится в городе Старая Русса, Новгородская область. Проходит через исторический центр города от Набережной Достоевского до Минеральной улицы. Считается одной из границ древней Старой Руссы.

## История
В XI веке центр Старой Руссы располагался в районе главных ворот курорта поблизости от открытых минеральных источников, в районе пересечения современных улиц Минеральной и Сварога.
Первоначальное название — Пятницкая, с конца 1920-х годов улица носила имя советского дипломата Войкова (1888—1927). Современное название в честь уроженца Старой Руссы художника В. С. Сварога (1883—1946) было присвоено улице после Великой Отечественной войны.

## Достопримечательности
- Писательский сквер с памятником Ф. М. Достоевскому (2001, скульптор В. М. Клыков)[2].
- д. 44 — Интерактивный музей «Усадьба средневекового рушанина»[3].

## Известные жители
Угол с Георгиевской улицей — первый старорусский адрес Ф. М. Достоевского (1872) — Дом Иоанна Румянцева (не сохранился, мемориальная доска на месте дома).

## Галерея

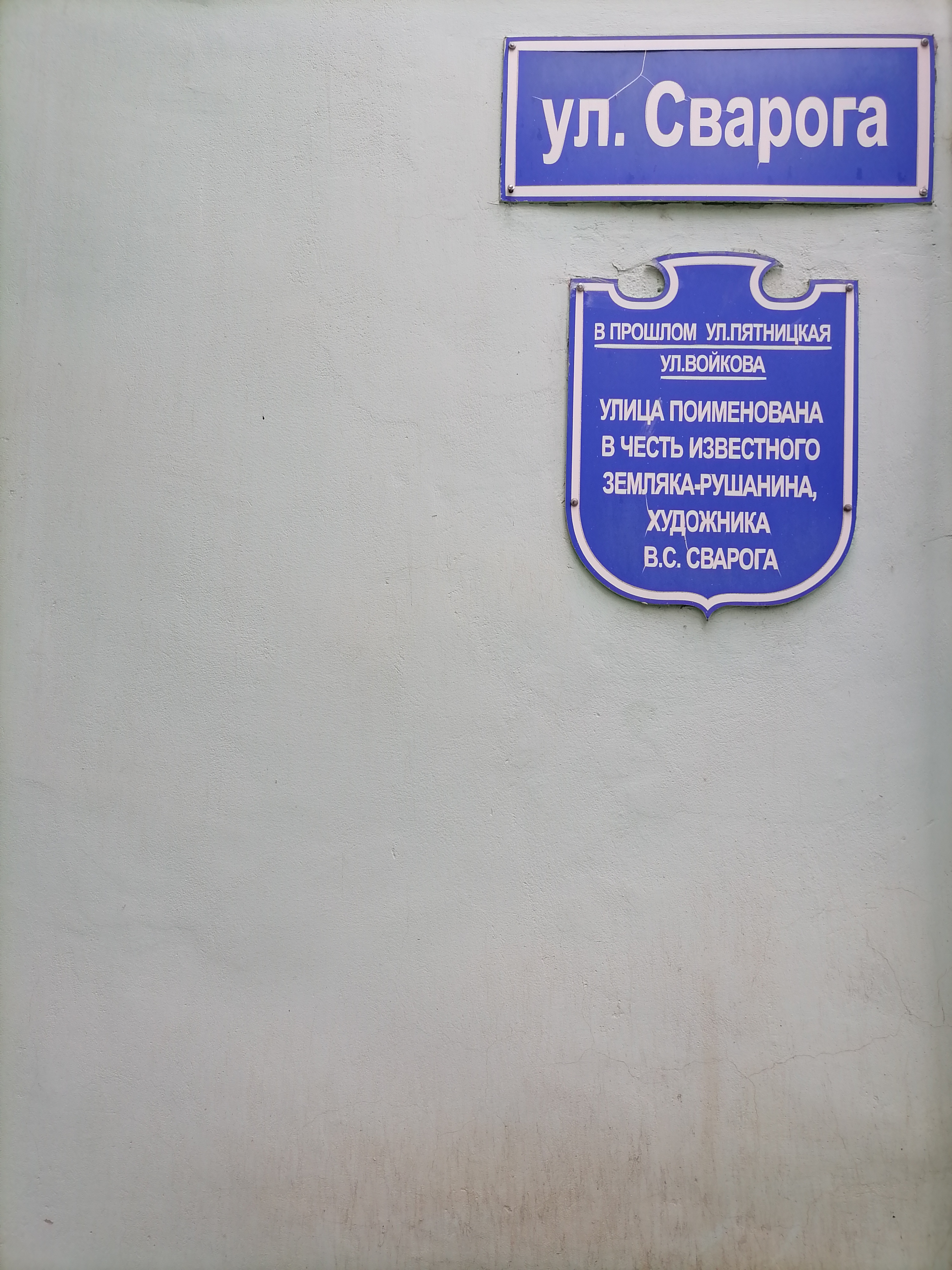
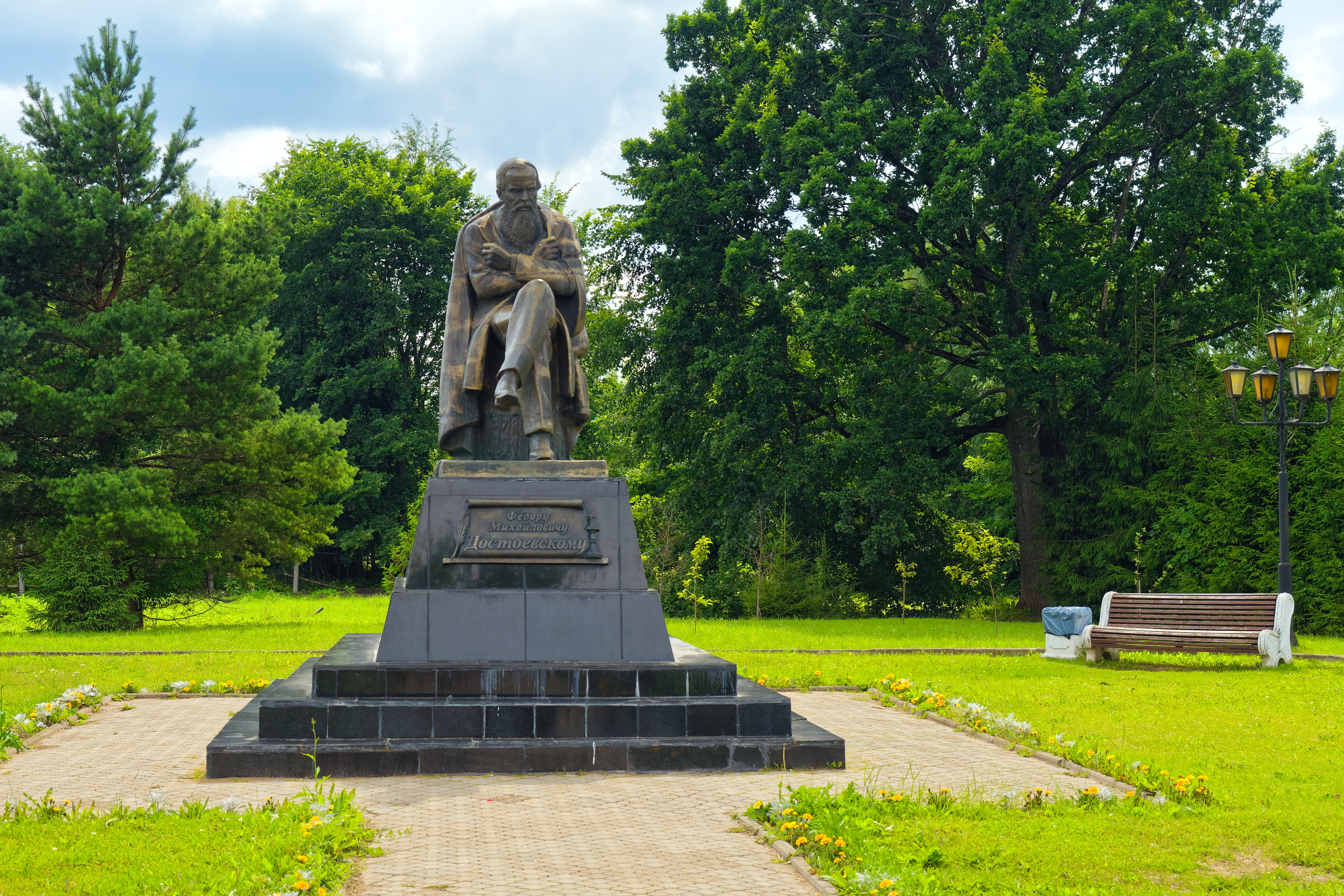
Памятник Достоевскому в Писательском сквере
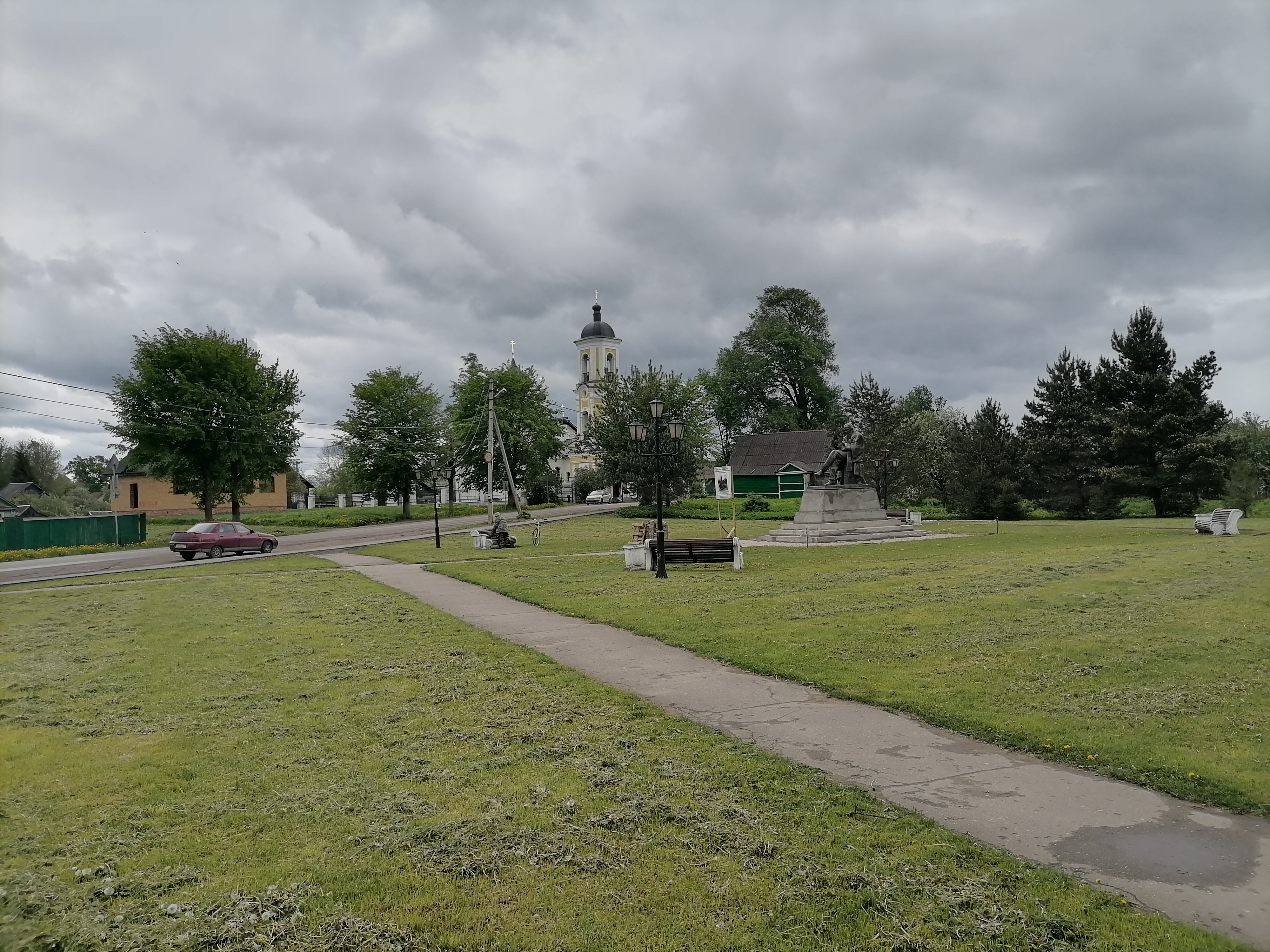
Писательский сквер
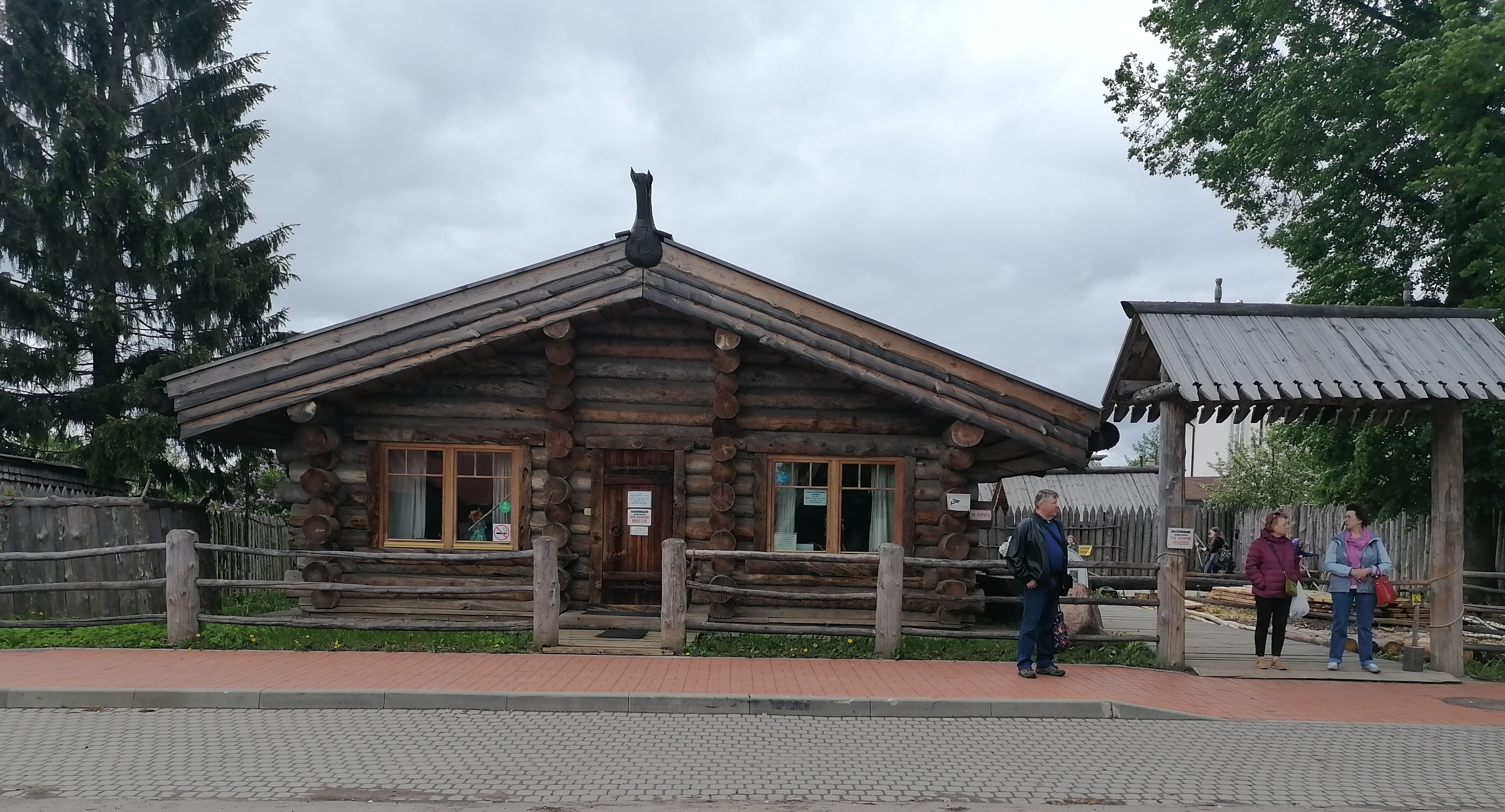
Интерактивный музей «Усадьба средневекового рушанина»
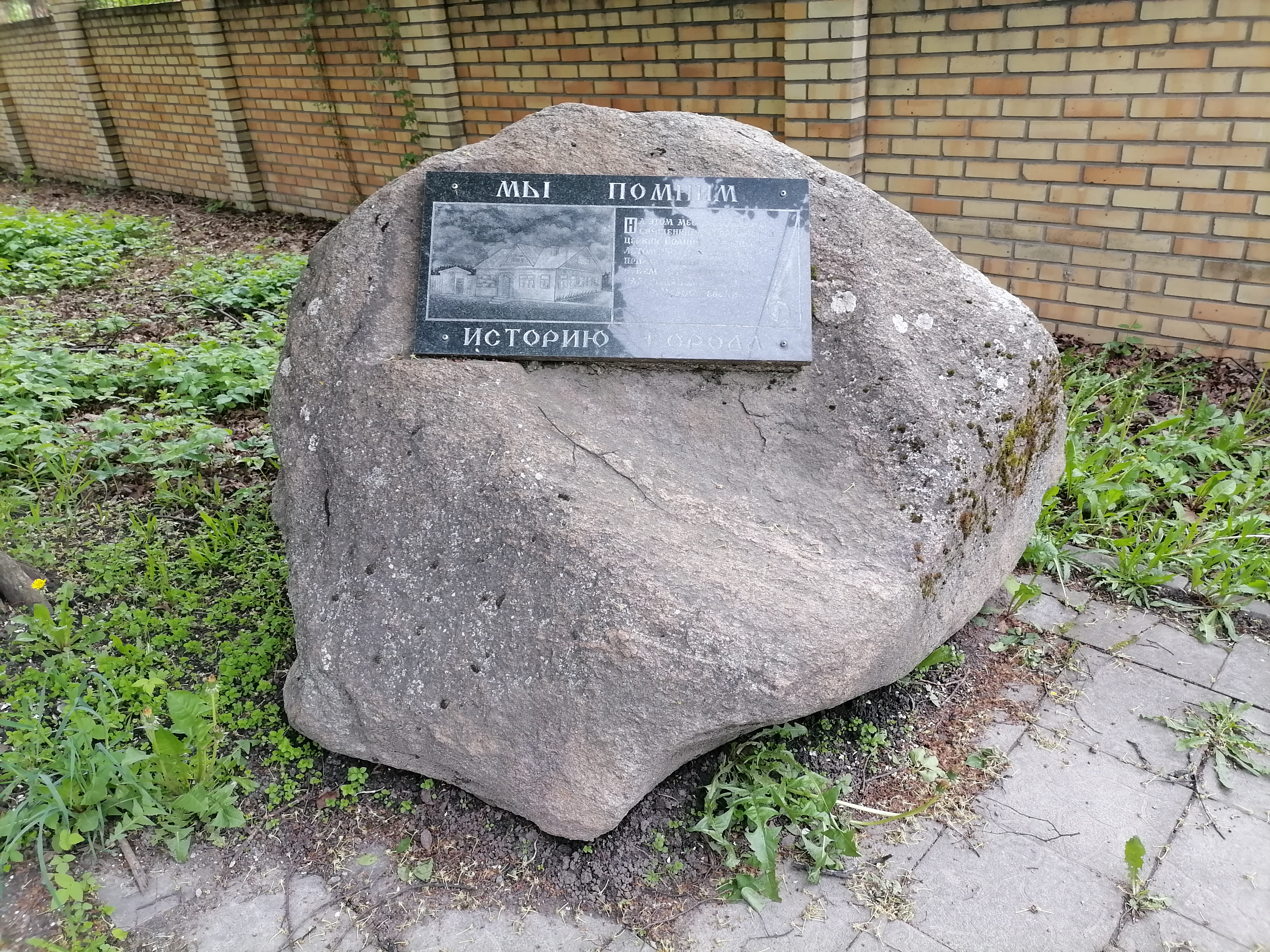
Мемориальная доска на месте дома Иоанна Румянцева